# パッションフルーツ
パッションフルーツ（英: Passion fruit、学名: Passiflora edulis）、和名クダモノトケイソウ（果物時計草）は、アメリカ大陸の亜熱帯地域を原産とするトケイソウ科の植物、またはその果実である。

## 名称
和名は時計のように見える特徴のある花のトケイソウの仲間で、果実を実らせる種であることに由来する。英語では、トケイソウを passion flower と呼ぶことから passion fruit の名がある。なお、この passion は「情熱」の意味ではなく、花の中心が十字架のように見えることから「キリストの受難」を意味する。（詳しくは「トケイソウ#名称」を参照）
本場ブラジルでは maracujá（マラクジャ）と呼ぶほか、ペルーではmaracuya（マラクヤ）、中南米各地で granadilla（グラナディリャ）、ハワイでは lilikoʻi（リリコイ）などと呼ばれ、土地それぞれの栽培品種が流通している。中国語名は西番蓮であるが、近年英語名の「パッション」の当て字＋「果」で 百香果（バイシャングオ、拼音: bǎixiāngguǒ）が使われる状況が多いが、前述の「情熱」の意味と誤解されて情熱果(熱情果)と誤訳されることがしばしばある。
日本では沖縄や、鹿児島、千葉県、東京都(小笠原地域)で栽培されることが多い。

## 植物学上の特徴と分布
500種類以上もあるトケイソウ科の仲間で、蔓性の常緑多年草。南米の熱帯地域を中心に分布している。熟したパッションフルーツの果実は直径5センチメートル (cm) ほどの球状又は卵形で、堅い表皮は滑らかで黄色か濃紫色、赤色など、内部に小さくて堅い種を多く含み、黄色いゼリー状の果肉と果汁がある。果汁及び果肉は強い香気をもつものが多い。果皮が濃い赤紫色をしたもののほか、黄色い果皮のイエローパッションフルーツもある。

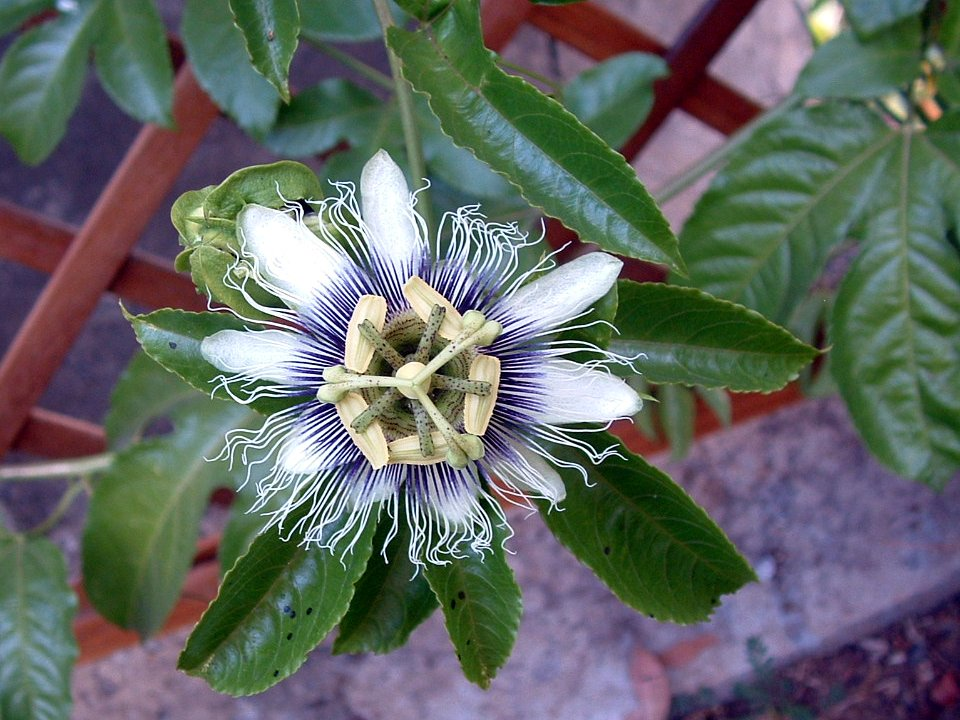
花
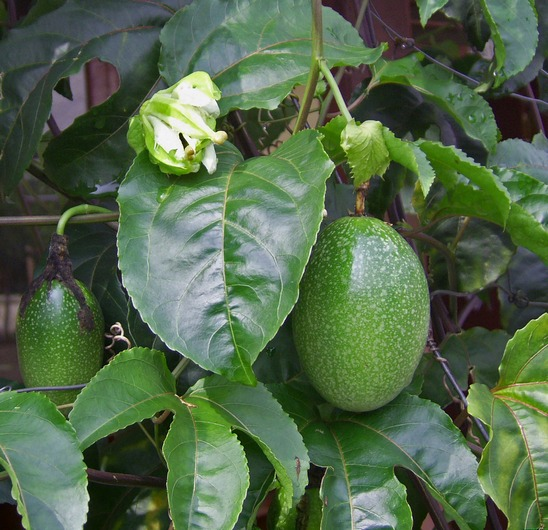
未熟果
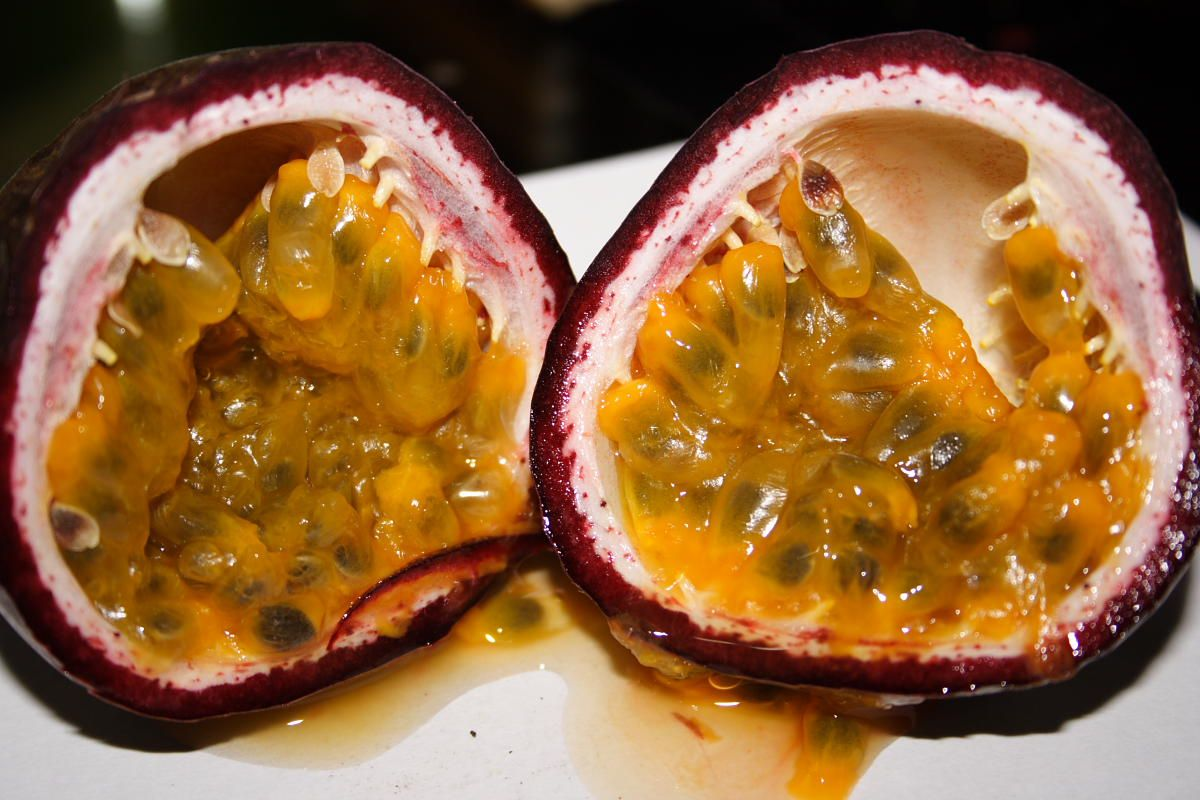
果実を二つに割ったところ

## 栽培
2010年現在では、実を食用とする数十種の中から選抜され品種改良された種が、世界の熱帯から亜熱帯地域の広範囲で栽培されている。ブラジルが最大の生産国で、その周囲の中南米での栽培が主流になっている。近年、ミャンマー北部のゴールデントライアングルでケシ（アヘン）の代替作物として栽培が増えており、ヨーロッパ市場へ進出している。また、台湾、インドネシアなど東南アジア圏でも栽培されている。
日本では、別名時計草(トケイソウ)とも呼ばれており、古くは奄美諸島を中心とした南西諸島、種子島や屋久島の大隅諸島や東京都の島嶼部、鹿児島県、沖縄県を中心に栽培されている。栽培面積・生産高ともに鹿児島県が日本一だが、熊本県、岐阜県、東京都、長野県、栃木県、福島県など各地で栽培が盛んになっている。これら栽培はほとんどがハウスを利用したものだが、露地栽培も可能であり、昔から各地で栽培されていた。近年は、千葉県や岐阜県でも露地栽培されている。
日本国内の栽培はおおむね紫玉、黄玉、中間交配種の3つに分かれ、生食用では甘みの強い紫玉の需要が多い。黄玉は性質強健で果汁の多いものが多く、世界的に加工用原料としての栽培が多い。
生育には一定の温度が必要で、越冬には最低でも4 ℃以上の温度が必要である。亜熱帯植物のわりに高温を嫌い、30 ℃以上の気温が続くと、高温障害を起こし、花芽や未熟果を落下させることがある。
開花・受粉から14日で玉伸びを終え、その後45日で完熟、自然落下する。収穫は自然落下したものを回収する（もしくは軽く触れると落下する程度）。蔓ごとに一番花は人工授粉で確実に受粉を行うのが栽培の要諦であり、開花を誘導する技術、多収量の元苗の作り方などにノウハウが形成されている。自然界では、トケイソウ科の花の花粉媒介者はクマバチ類が有力であるケースが多いことが知られ、パッションフルーツの花にもよく訪花し、受粉を手伝っている。

## 食利用
甘酸っぱいゼリー状の果肉と、やや固めの小さな種子の部分、周りの皮の部分を食用にする。可食部は果実の大きさからするとさほど多くはないが、芳醇な香りと鮮烈な酸味がある。甘味に比べて酸味が勝る酸っぱい果物であるが、追熟（皮の表面が皺になる程度）すると甘味が増す。食材としての旬は6 - 8月ごろとされ、果皮に傷がなく香りが良いものが良品であるが、果皮にしわが出ているものは熟している証拠なので、すぐに食べる分には問題ない。果皮がツルツルしているものは、常温（25℃程度）で3日〜7日ほど、直射日光の当たらない風通しの良い場所において、追熟させると甘味が引き立ち、香りも出てよい。
世界の生産量の9割ほどが加工品として利用されており、菓子、ジュースの材料として流通している。ケーキやペイストリーの具材、ゼリー、カクテル用のリキュールやシロップ、皮を原料としたジャム、粉末などが作られる。煮詰めて加糖した「希釈用ジュースの素」は東南アジアほか、日本では南西諸島での人気が高い。加工に当たっては、過度に加糖したり、フィリピン産の原産地表示を故意に怠るなどの問題も見られる。
生食の場合は、レモンスカッシュと同じく、果汁を水で割り砂糖を加えて飲んだり、ヨーグルトやアイスクリームに入れたり、カクテル材料にしたりする。このほか、果実を半分にカットしゼリー状の果肉をスプーンですくって種ごと食べるが、この場合、種を分離するのは難しいため、通常は種を噛まずに喉ごしを楽しむことになる。酸味が強く、甘味が不足気味なので砂糖をまぶすこともある。
栄養素は、β-カロテンが豊富に含まれていて、体内でビタミンAに変わり老化防止や免疫力の強化に役立つといわれる。高血圧予防の働きがあるカリウム、血流をよくするナイアシン、強い抗酸化作用があり、ガンや脳卒中、心筋梗塞などの生活習慣病を予防する働きがあるビタミンC、アミノ酸の合成と代謝に大きな役割を持ち、脂質の代謝や貧血、肌荒れ予防をサポートする働きを持つビタミンB6、妊婦によいとされる葉酸なども含まれている。